# 天平動

這組動畫顯示一個月的月相變化及天平動，每張图片（模拟图）的時間間隔是等間距的。

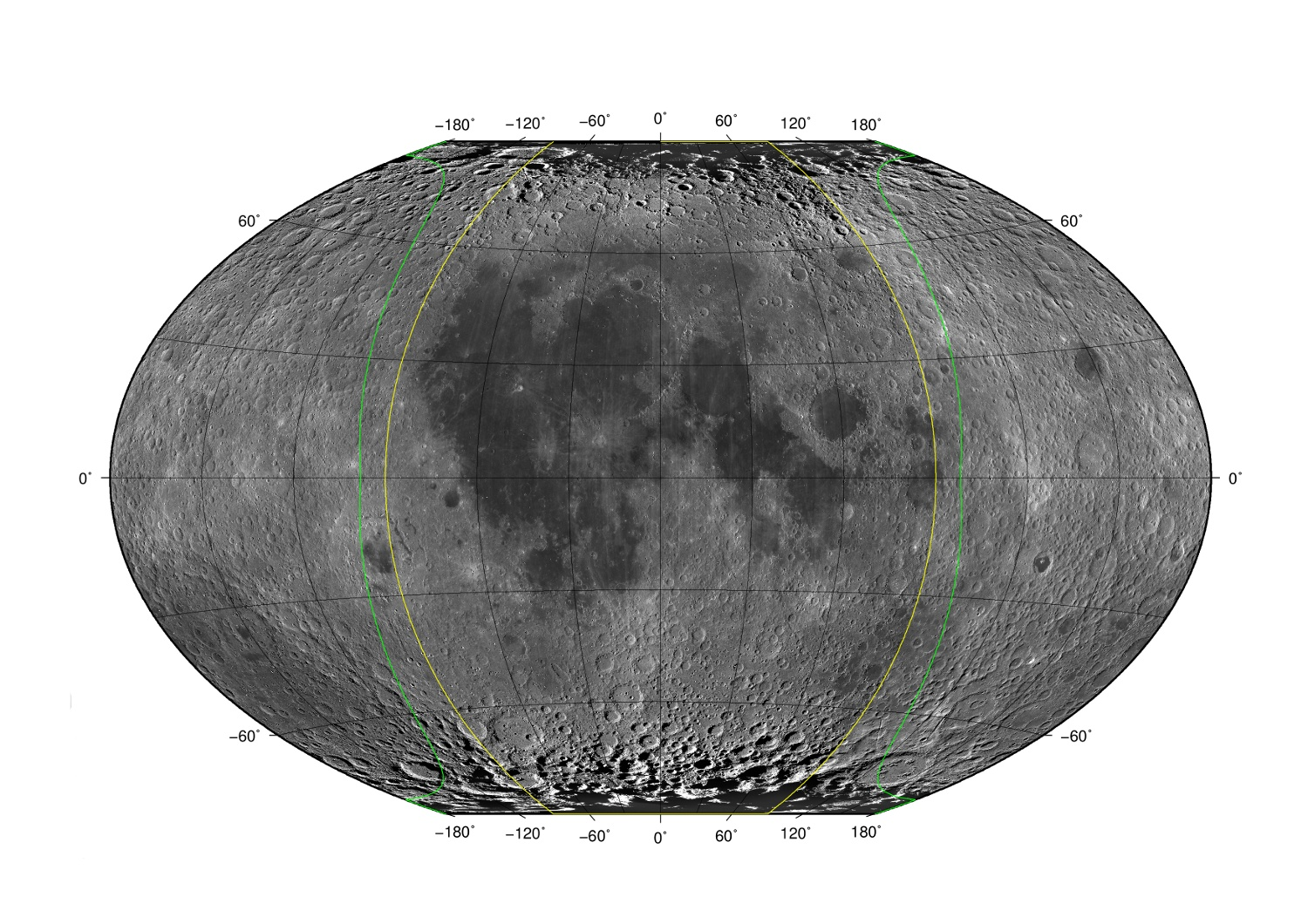
從地球觀看，理論上可見月球表面地圖。

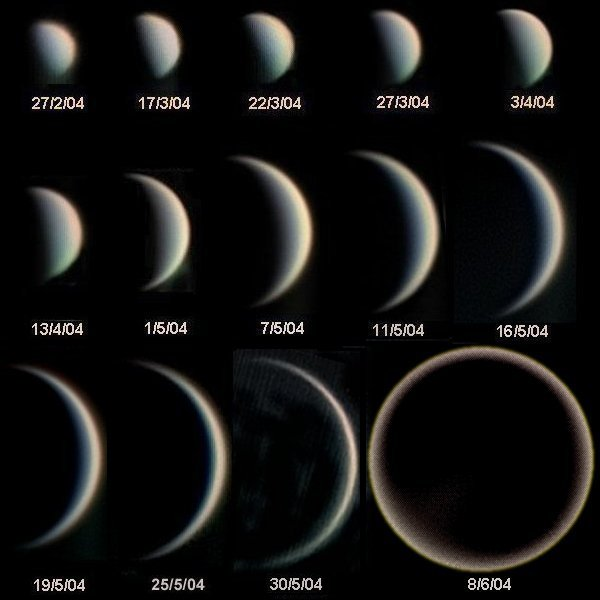
金星的「天平動」

在天文學中，天平動（英語：Libration）是從衛星環繞的天體上觀察所見到的，真實或視覺上非常緩慢的振盪。儘管這些振盪亦適用於其他行星，甚至太陽，但天文學家們長久以來都只用在月球相對於地球的視運動，並且選擇一個點來平衡與對比晃動的尺度。

## 月球的天平動
「天平動」的英語名稱「英語：」源自拉丁文詞彙，意思是「尺度」（古羅馬量度單位）。其動詞為，意思為「搖擺中的平衡」。
雖然月球自轉已經是同步鎖定於繞著地球的公轉，但這些輕微的擺動讓地面的觀測者在不同的時間能看見些許不同的月球表面。這意味著人類在地球上能觀測到59%的月球表面，而非僅僅是月球正面。
月球天秤動共有四種形式區分：緯度天平動、經度天平動、周日天平動和物理天平動。部份天文年曆能夠查看到每個月期間月球天平動的數據。

### 經度天平動
經度天平動 是月球繞著地球公轉的軌道有少許的離心率造成的結果。當月球由近地點向遠地點移動時軌道速度逐漸減慢，由遠地點向近地點移動時速度逐漸加快，但月球的自轉速度始終不變，所以月球在軌道上的位置有時超前、有時落後自轉的速度。在月球赤道上每一度相當30公里，所以 經度天平動可以使我們在東西側多觀察到約235公里的月面。這雖然不是很大的地區，但是我們看見的正對地球的點將因而改變。
- 經度天平動 ：±7 º 45'

### 緯度天平動
緯度天平動是月球自轉軸的法線對月球繞地球的軌道平面有少許的傾斜造成的，其起源類似於地球公轉太陽時造成季節變化的現象。月球的自轉軸相對於「黃道」的傾斜角為1.54 º，黃白兩道的交角為5.14 º，因此緯度天平動的最大值為±6.7 º，相當於在南北極方向約200公里的距離。
- 緯度天平動：±6 º 41'

### 周日天平動
周日天平動影響較小，是地球自轉所造成，它使地面上的觀測者從地月中心連線的西側轉至東側，因而先多看見一些月球的東側，然後多看見一些月球的西側。地月的平均距離38萬公里，地球半徑6,378公里，地球的自轉將使觀測者最多能在赤道的東西側多看見約30公里的區域。
- 周日天平動：±1 º

### 物理天平動
不同於前面三種，這是月球真正的擺動。由於月球的三條主慣性軸長度不等，加上橢圓軌道造成的距離改變，在地球引力作用下，發生對平均位置的偏移。但是物理天平動比幾何天平動小得多，它的擺動從未曾大於0.04 º，所以一般都忽略不予考慮。此外，月球上的「月震」也會影響到月球上正對地球的點。

## 特洛伊天平動
於1772年，意大利天文學家约瑟夫·拉格朗日完成關於馬蹄軌道的研究並指出，如果一個小天體位於軌道上的拉格朗日點（行星位置前方或後方60°）時，它就能與一個行星共享一個軌道。這些小天體被稱為「特洛伊天體」（Trojan asteroids）。至今，天文學家們已於地球、木星、火星和海王星的軌道上發現特洛伊天體。位於地球軌道上的特洛伊天體在可见光下很難被觀察到，因為其與地球的相對位置令到它只會在日間的天空出現，所以無法被觀察。但是，天文學家於2010年透過使用紅外線觀測技術，發現小行星2010 TK7是地球的特洛伊天體，位於地球前方的L4拉格朗日点，並且有著一個穩定的軌道。

## 原理
|  |  |  |  |

## 外部連結
- 每日一天文圖（英文） （页面存档备份，存于）
- 每日一天文圖（中文）
- Applet plot圖解（英文） （页面存档备份，存于）
- National Maritime Museum - A discussion the components of libration of the Moon with diagrams (on page 2)